# Anomala enganensis
Anomala enganensis är en skalbaggsart som beskrevs av Ohaus 1916. Anomala enganensis ingår i släktet Anomala och familjen Rutelidae. Inga underarter finns listade i Catalogue of Life.